# 현대 트라제 XG
현대 트라제 XG(Hyundai Trajet XG)는 현대자동차에서 개발한 전륜구동 다목적 준대형 미니밴이다. 차명인 트라제는 프랑스어로 '여행', '여정'을 의미한다.

## 1세대(FO)

### 트라제 XG(1999년10월~2008년10월)

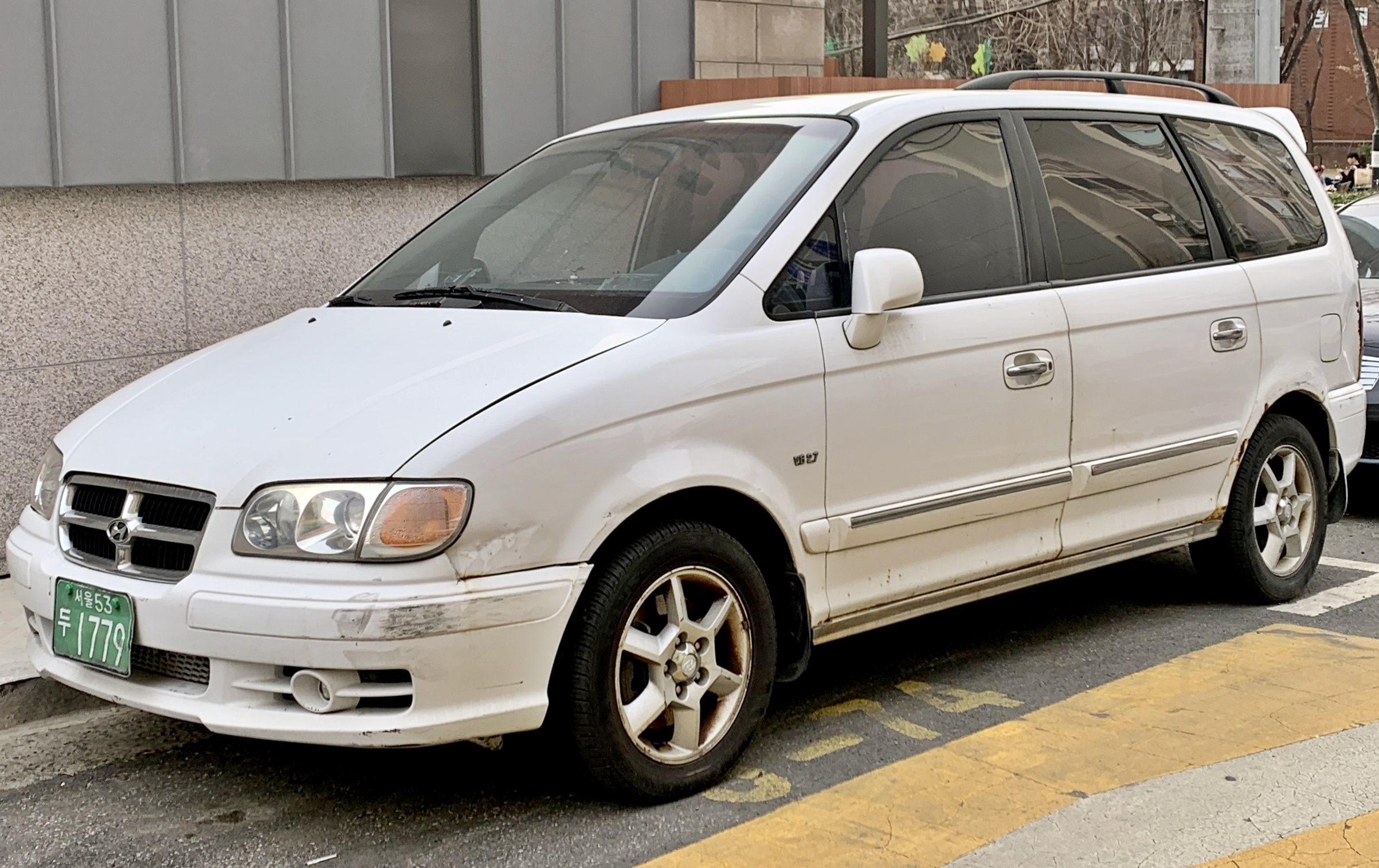
현대 트라제 XG (전기형) 정측면

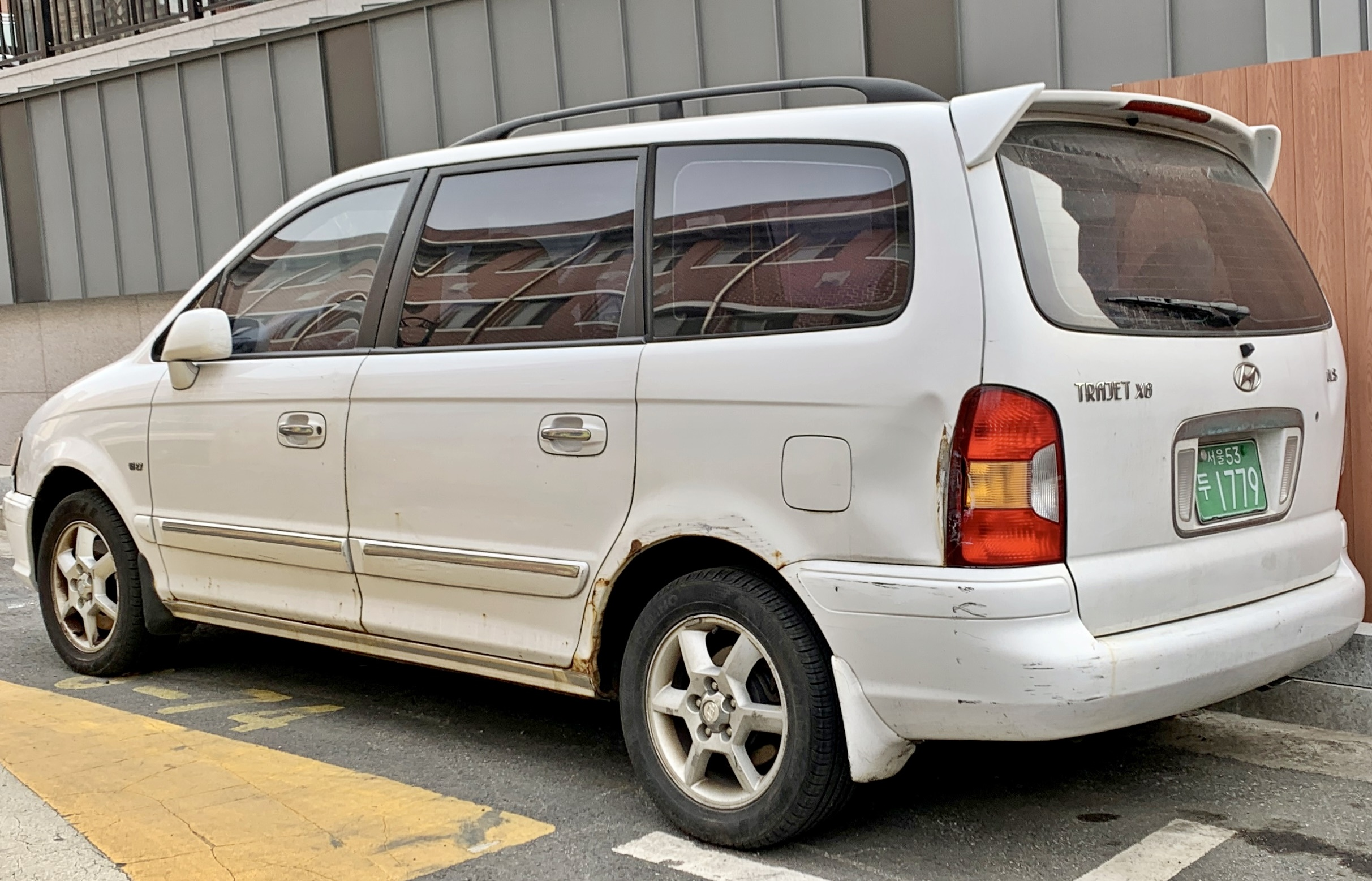
현대 트라제 XG (전기형) 후측면

1999년 5월 10일부터 5월 18일까지 서울특별시 강남구 삼성동 코엑스에서 개최된 서울 모터쇼에서 트라제라는 차명으로 처음 모습을 드러냈고, 같은 해 10월 18일에 양산형으로 출시됐다. 현대자동차가 독자개발로 판매했던 HD 1000 미니버스 이후 18년만에 다시 선보인 현대자동차의 전륜구동 방식의 승합차이기도 하며, 그랜저(XG)에서 이미 사용된 XG는 'eXtra Glory'의 줄임말로, '최고의 영광'을 의미한다. 수출시엔 XG만 뺀 트라제라는 차명을 붙였다. 그랜저(XG)의 플랫폼에 에쿠스(LZ)의 서스펜션을 사용하여 고급 승용차의 승차감을 구현했다. 출시 초기엔 2.7L V6 델타 가솔린 엔진, 2.7L V6 델타 LPG 엔진, 2.0L 시리우스 Ⅱ 가솔린 엔진 등 3가지 엔진에 컬럼 시프트 타입의 4단 자동변속기와 플로어 시프트 타입의 5단 수동 변속기 등 2가지 트랜스미션을 사용했다. 시트 배열은 6인승(2.7 V6 가솔린), 7인승(2.0 가솔린), 9인승(2.7 V6 LPG) 등 3가지로 나왔다. 대한민국에서는 출시 첫 날에만 15,342대가 계약됐으며, 이 기록은 지금까지 대한민국에 출시된 자동차 중 출시 첫 날의 최고 계약 기록이다. 출시 당시 고유가 시대에 따른 LPG 열풍으로 큰 인기를 얻었다. 자동변속기 선택 시 페달식 주차 브레이크를 채택하여 앞좌석 공간 활용성을 높였고, 6인승은 워크 스루 기능까지 갖추어 다양한 시트 바리에이션을 활용할 수 있다. 출시 당시엔 첨단 기술인 타이어 공기압 경보 시스템은 물론 대한민국 최초로 차량의 상태를 음성 경보로 알려준 음성 경보 시스템, 전방 & 후방 감지센서 등이 적용됐다. 2000년 12월에 2.0L 커먼레일 디젤 엔진을 싼타페(SM)와 동시에 추가하였고, 1열 사이드 에어백도 추가됐다. 또한 신규 범퍼와 우드그레인도 적용됐다. 2001년은 일본 시장에 판매를 개시했으나, 2003년에 수입이 중단됐다. 2002년에는 2.0L 커먼레일 디젤 엔진이 적용됨과 동시에 투톤 컬러를 추가하고, 월드컵 로고가 새겨진 알루미늄 휠과 가죽시트 등이 적용된 월드컵 트림도 한정 판매했다. 2003년은 2.0L 커먼레일 디젤 엔진의 터보차저를 WGT에서 VGT로 변경한 이어 모델이 나왔고(GL 트림은 기존 2.0L 커먼레일 디젤 엔진에 WGT 적용), 기존 15인치 디스크 브레이크에서 16인치 디스크 브레이크로 변경됐다. 2004년에 나온 이어 모델은 라디에이터 그릴과 리어 램프 등이 변경되고, 실내에 베이지 색상 추가와 우드 그레인의 색상 변경 및 카본 그레인 추가 등의 변경 사항이 있다. 이 시기부터 트라제 XG에도 모젠(MTS-200)이 추가되고, 헤드 램프와 리어 램프의 방향 지시등이 기존의 노란색에서 은회색으로 변경됨과 동시에 리어 램프가 클리어 타입으로 변경됐다. 엔진은 2.0L VGT 커먼레일 디젤 엔진과 2.0L 베타 가솔린 엔진 등 2가지로 축소됐다. 2007년 1월에 원톤 바디 컬러와 슈퍼비전 클러스터 등이 적용된 마지막 이어 모델이 선보이며, 알루미늄 휠과 라디에이터 그릴 디자인이 바뀌었다. 2007년 5월에 저조한 판매 실적에 따라 그랜드 스타렉스에 통합된 형식으로 생산이 중단됐지만 재고차는 동년 11월까지 판매되었고, 수출용 역시 이듬해인 2008년 10월에 단종됐다. 본래는 포르티코라는 후속 차종이 2008년~2009년경에 등장할 예정이었으며 북미 시장에서도 현지 테스트 등의 개발 과정을 거치고 있었으나, 당시 발생한 글로벌 금융위기의 여파로 인해 계획은 불발됐다. 2021년에 트라제와 유사한 포지션의 쿠스토가 출시됐지만, 중국 과 일부 개발 도상국 시장용 모델이며 대한민국 및 글로벌 시장에서는 판매하지 않는다. 그러나 2025년에 출시 예정인 팰리세이드 LX3에 9인승 모델을 추가하기로 확정하면서 트라제의 위치를 어느 정도 계승할 예정이다.

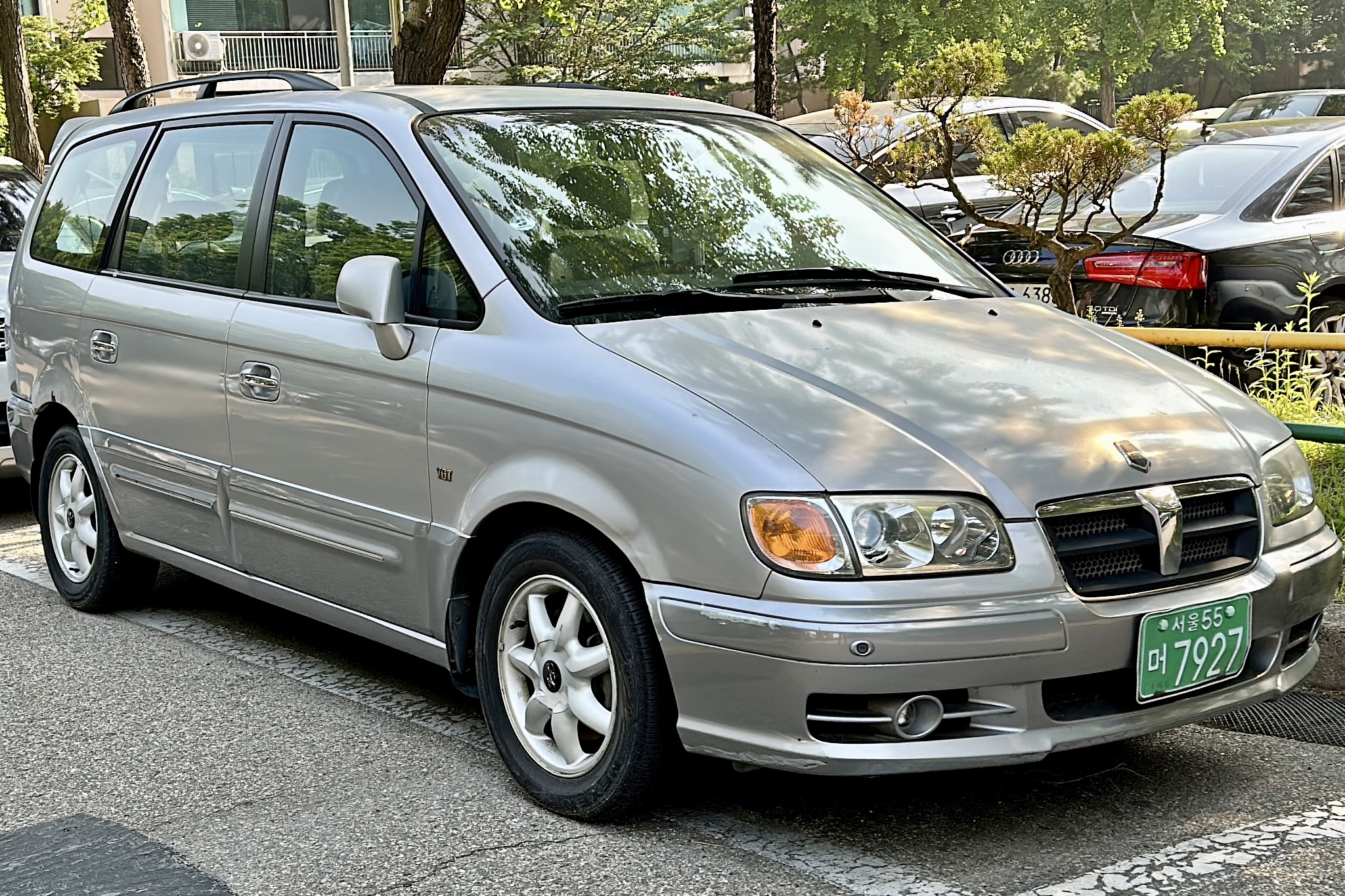
현대 트라제 XG (중기형) 정측면
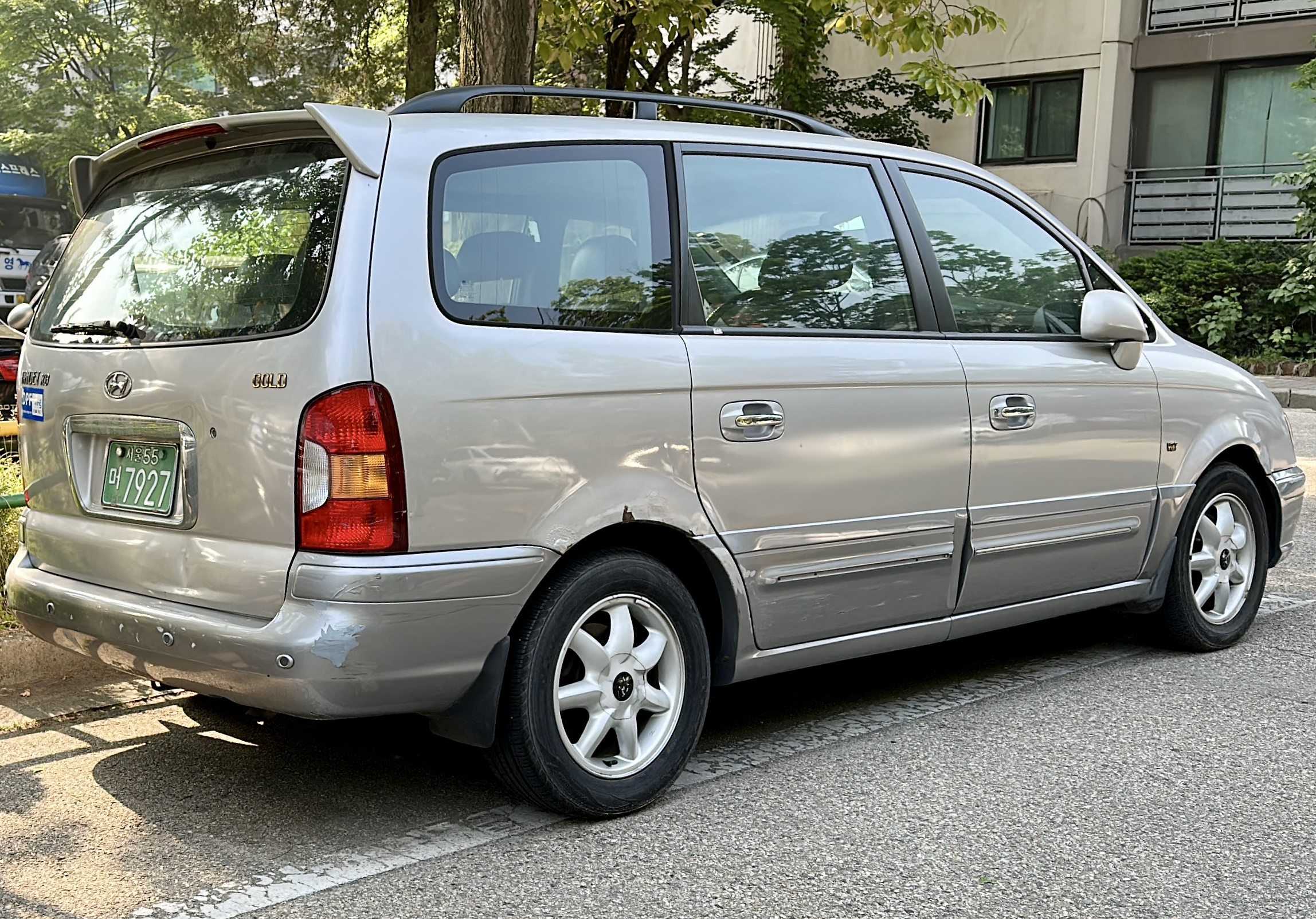
현대 트라제 XG (중기형) 후측면
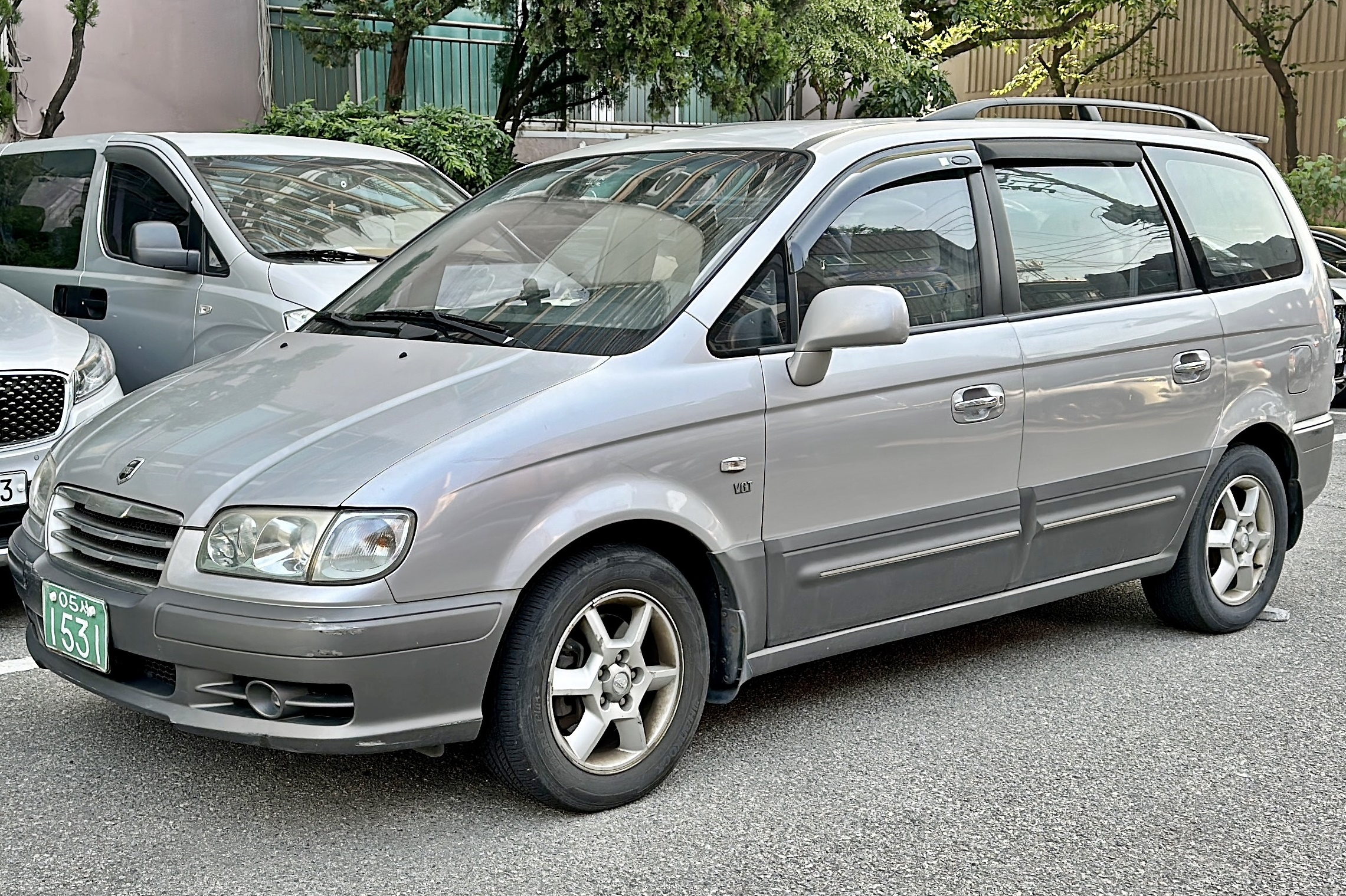
현대 트라제 XG (후기형) 정측면
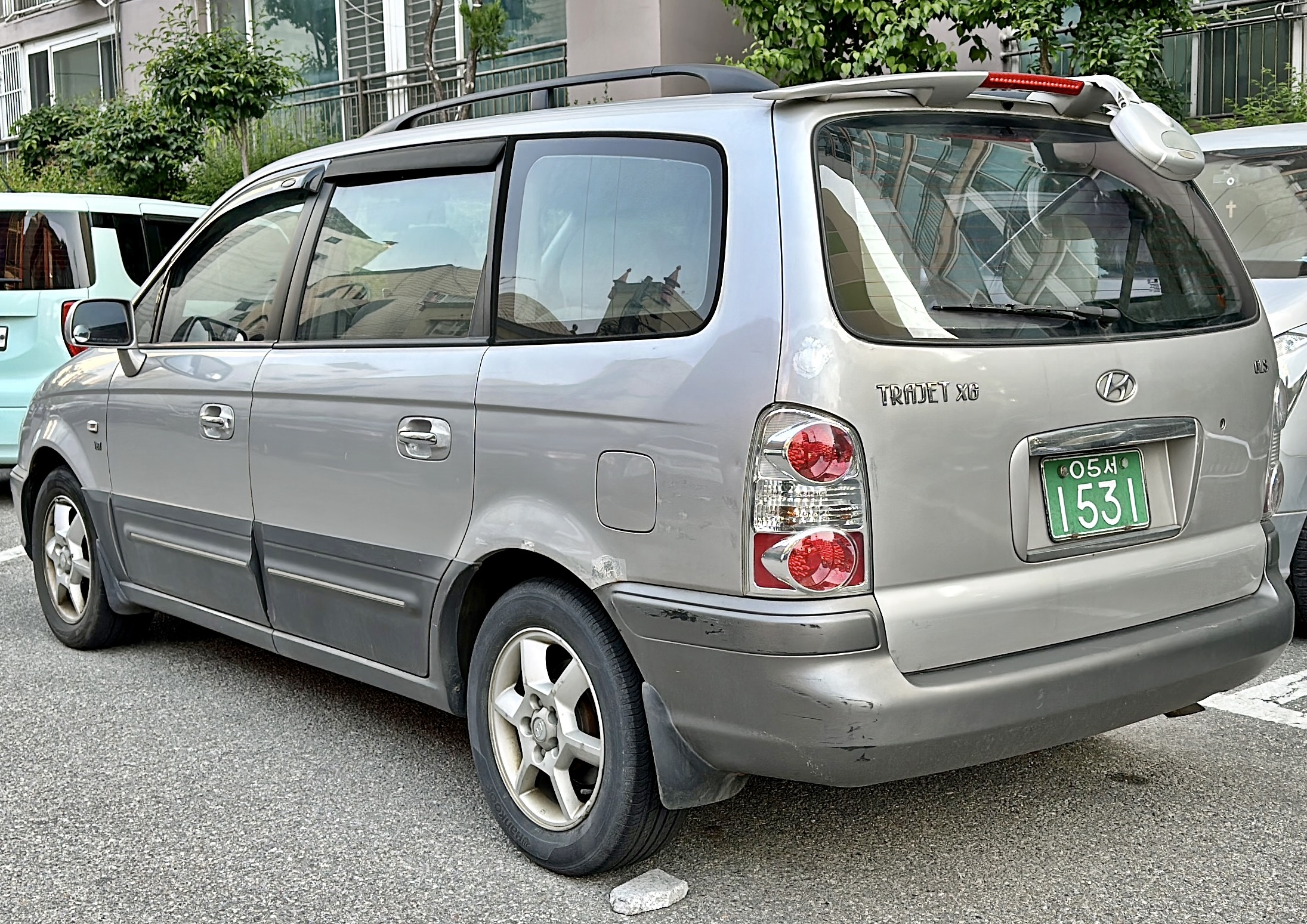
현대 트라제 XG (후기형) 후측면
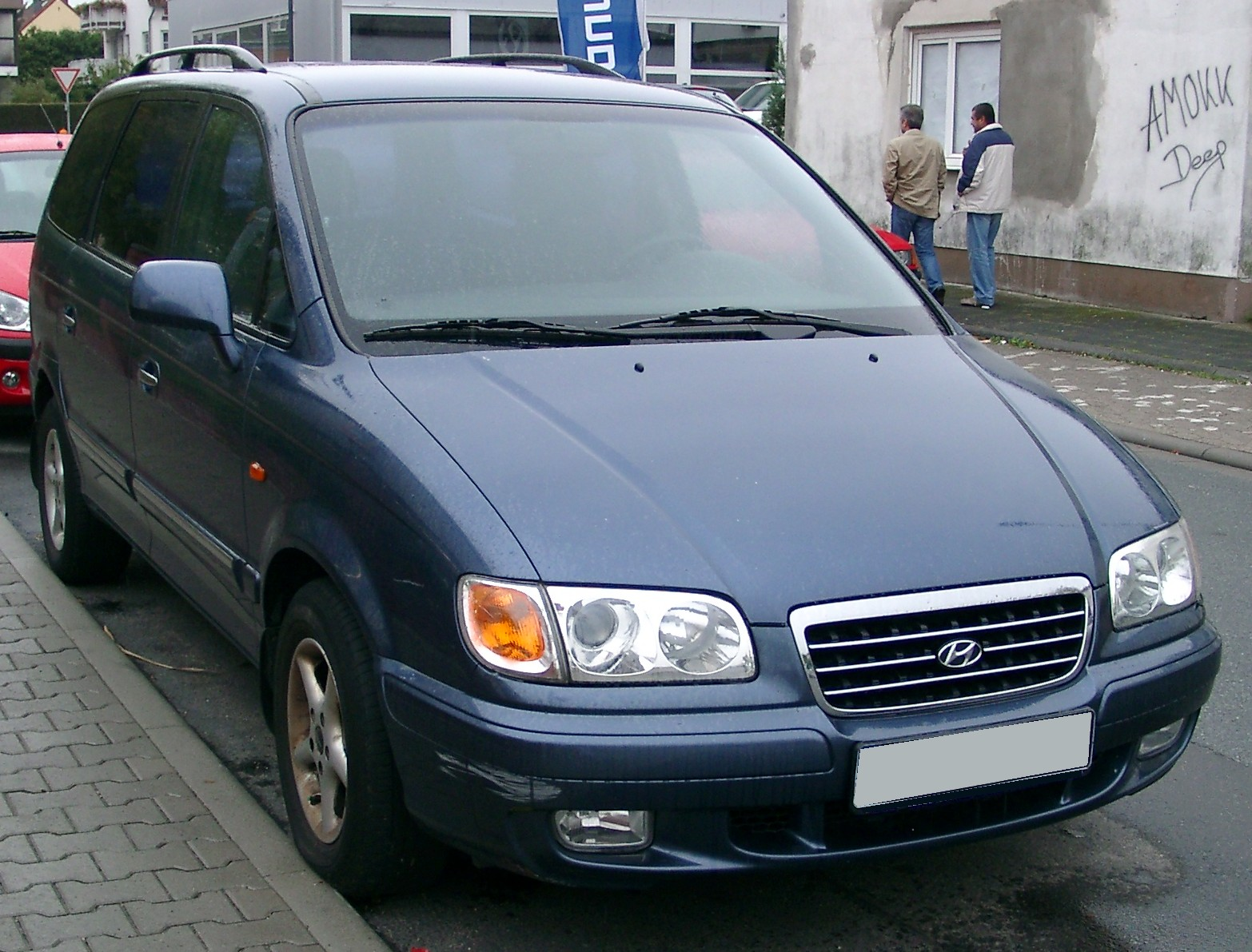
현대 트라제 (유럽 현지 차종) 정측면
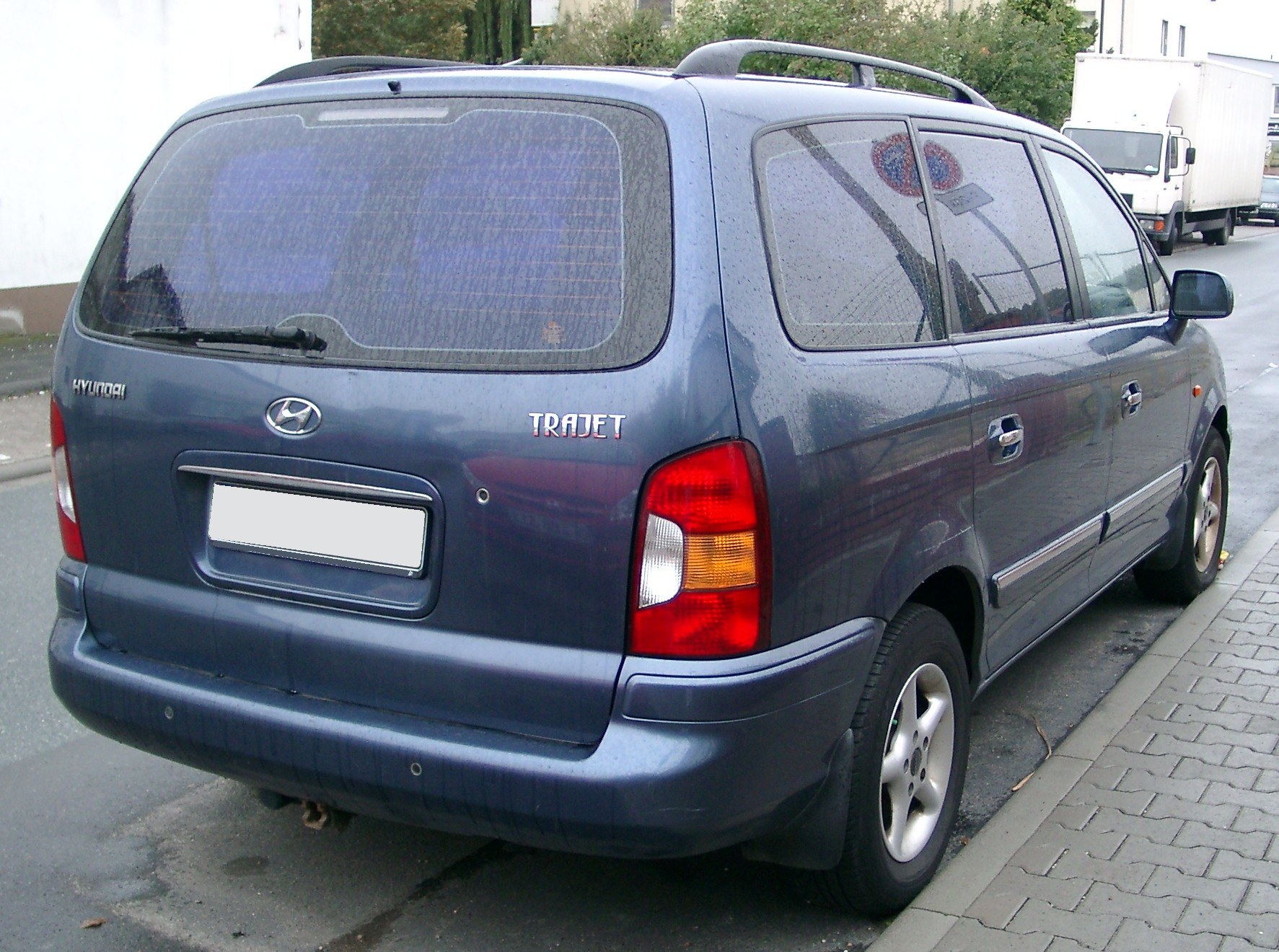
현대 트라제 (유럽 현지 차종) 후측면

## 제원
- 전장(mm) : 4,695
- 전폭(mm) : 1,840
- 전고(mm) : 1,710/1,705(2000년~2003년 HTI 디젤)/1,755(2000년~2003년 HTI 디젤 루프랙 적용시)/1,760(루프랙 적용시)
- 축거(mm) : 2,830
- 윤거(전, mm) : 1,565
- 윤거(후, mm) : 1,565
- 승차정원 : 6명(2.7 가솔린)/7명(2.0 디젤, 2.0 가솔린, 2.7 LPG)/9명(2.0 디젤, 2.0 가솔린, 2.7 LPG)
- 변속기 : 수동 5단(2.0 디젤, 2.0 가솔린, 2.7 LPG)/자동 4단(2.0 디젤, 2.0 가솔린, 2.7 가솔린, 2.7 LPG)

| 구분               | 2.0L HTI/CRDI(WGT) 디젤 (7/9인승)                                                                                        | 2.0L VGT 디젤 (9인승)                                               | 2.0L 시리우스 Ⅱ 가솔린 (7/9인승)                                                                                             | 2.0L 베타 가솔린 (7인승) | 2.7L 델타 가솔린 (6인승) | 2.7L 델타 LPG (7/9인승)                                                                           |
| ------------------ | --- | ------------------------------------------------------------------- | --- | ------------------------ | ------------------------ | ------------------------------------------------------------------------------------------------- |
| 엔진 형식          | D4EA | D4EA                                                                | G4JP | G4GC                     | G6BA                     | L6BA                                                                                              |
| 연료               | 디젤 | 디젤                                                                | 가솔린 | 가솔린                   | 가솔린                   | LPG                                                                                               |
| 배기량(cc)         | 1,991 | 1,991                                                               | 1,997 | 1,975                    | 2,656                    | 2,656                                                                                             |
| 최고출력(ps/rpm)   | 115/4,000 | 126/4,000                                                           | 147/6,000 (이후 133/6,000으로 변경)                                                                                          | 141/6,000                | 185/6,000                | 160/5,000 (이후 144/5,000으로 변경)                                                               |
| 최대토크(kg*m/rpm) | 26.5/2,000 | 29.5/2,000                                                          | 19.4/4,500 (이후 18.1/4,500으로 변경)                                                                                        | 18.8/4,500               | 25.8/4,000               | 23.7/4,000 (이후 23.0/4,000으로 변경)                                                             |
| 최고속도(km/h)     | 170(자동) | 174(자동)                                                           | 176(수동)/ 176(자동) | 176(자동)                | 193(자동)                | 181(수동)/ 179(자동)                                                                              |
| 공차 중량(kg)      | 1,810(7인승 수동)/ 1,835(7인승 자동) 1,870(9인승 자동) (이후 1,905(9인승 자동)으로 변경)                                 | 1,890(9인승 자동) (이후 1,907(9인승 자동)으로 변경)                 | 1,740(7인승 수동)/ 1,750(7인승 자동) 1,765(9인승 자동) (이후 1,770(7인승 수동)/ 1,775(7인승 자동), 1,815(7인승 자동)로 변경) | 1,815(7인승 자동)        | 1,780(6인승 자동)        | 1,775(7인승 수동)/ 1,800(7인승 자동) 1,815(9인승 자동)                                            |
| 연비(km/l)         | 14.2(7인승 수동)/ 12.3(7인승 자동)/ 9.2(9인승 자동) (이후 12.3(9인승 자동), 11.0(9인승 자동), 11.2(9인승 자동)으로 변경) | 11.6(9인승 자동) (이후 10.9(9인승 자동), 11.0(9인승 자동)으로 변경) | 10.8(7인승 수동)/ 16.4(7인승 자동)/ 9.3(9인승 자동) (이후 10.3(7인승 수동)/ 8.5(7인승 자동), 9.1(7인승 자동)로 변경)         | 9.1(7인승 자동)          | 8.5(6인승 자동)          | 8.4(7인승 수동)/ 7.1(7인승 자동)/ 11.0(9인승 자동) (이후 7.0(9인승 자동), 6.4(9인승 자동)로 변경) |

## 라인업
- 1999년~2000년
- 6인승 V6 2.7L 가솔린 GOLD
- 7인승 I4 2.0L 가솔린 GLS
- 9인승 V6 2.7L LPG GLS
- 9인승 V6 2.7L LPG GOLD

- 2000년
- 6인승 V6 2.7L 가솔린 GOLD
- 7인승 I4 2.0L 가솔린 GL
- 7인승 I4 2.0L 가솔린 GLS
- 9인승 V6 2.7L LPG GL
- 9인승 V6 2.7L LPG GLS
- 9인승 V6 2.7L LPG GOLD

- 2000년~2004년
- 6인승 V6 2.7L 가솔린 GL
- 7인승 I4 2.0L 가솔린 GLS
- 7인승 I4 2.0L 가솔린 GOLD
- 9인승 V6 2.7L LPG GL
- 9인승 V6 2.7L LPG GLS
- 9인승 V6 2.7L LPG GOLD
- 9인승 I4 2.0L HTI 디젤 GL
- 9인승 I4 2.0L HTI 디젤 GLS
- 9인승 I4 2.0L HTI 디젤 GOLD
- 9인승 I4 2.0L CRDI 디젤 GL
- 9인승 I4 2.0L CRDI 디젤 GLS
- 9인승 I4 2.0L CRDI 디젤 GOLD
- 9인승 I4 2.0L VGT 디젤 GL
- 9인승 I4 2.0L VGT 디젤 GLS
- 9인승 I4 2.0L VGT 디젤 GOLD

- 2004년~2007년
- 7인승 I4 2.0L 가솔린 GL
- 7인승 I4 2.0L 가솔린 GLS
- 9인승 I4 2.0L VGT 디젤 GL
- 9인승 I4 2.0L VGT 디젤 GLS
- 9인승 I4 2.0L VGT 디젤 GL
- 9인승 I4 2.0L VGT 디젤 GLS
- 9인승 I4 2.0L VGT 디젤 GOLD